# Phạm Thị Liên
Phạm Thị Liên (chữ Hán: 范氏蓮; 1758 - 1791), còn gọi Phạm Chính hậu (范正后), lại có tên Ngọc Dẫy (玉𧿆), là hoàng hậu nhà Tây Sơn, vợ cũ của Quang Trung hoàng đế Nguyễn Huệ.

## Tiểu sử
Phạm Thị Liên là người Quy Nhơn, tỉnh Bình Định. Bà là con gái tặng Đại tư không Phạm Văn Phúc (范文福), tước Điển quận công (晪郡公). Bà là chị em cùng mẹ khác cha với Thái sư Bùi Đắc Tuyên, sinh vào niên hiệu Cảnh Hưng thứ 19 (1758), khoảng năm thứ 34 (1773), lúc đó Phạm thị 16 tuổi đã gả cho Nguyễn Huệ làm chính thất.
Bà là một người vợ rất được Nguyễn Huệ yêu quý, là người được cho là sinh ra người kế vị sau này của ông, Nguyễn Quang Toản cùng 3 người con trai và 2 người con gái khác.
Năm Quang Trung nguyên niên (1788), sau khi xưng hoàng đế, Nguyễn Huệ sắc phong Phạm phu nhân làm Hoàng chính hậu (皇正后), danh hiệu này còn gọi là Chính Cung hoàng hậu (正宮皇后), trên rất nhiều so với Thứ cung hoàng hậu Lê Ngọc Hân.
Năm Quang Trung thứ 4 (1791), ngày 24 tháng 2 (tức 28 tháng 3 dương lịch), Tân Hợi, Phạm Chính hậu đột ngột mắc bệnh qua đời, hưởng dương 34 tuổi. Khi bà bị bệnh nặng, Nguyễn Huệ đã mời một thầy thuốc người phương Tây tên là Gi-ra vào chữa. Nhưng khi Gi-ra đến nơi thì bà đã mất trước đó. Trong một bức thư viết ngày 17 tháng 7 năm 1791, Giáo sĩ Sécrard đã kể: "Chánh hậu của Tiên Vương (Quang Trung) mất vào khoảng tháng ba và ông đã khóc bà một cách sầu thảm. Ông đã cử hành tang lễ vô cùng linh đình trang trọng cho bà vào cuối tháng sáu. Dân Nam Hà đồn khắp nơi rằng ông đã băng hà vì quá đau buồn".
Thụy hiệu của bà là Nhân Cung Đoan Tĩnh Trinh Thục Vũ Hoàng chính hậu (仁恭端靜貞淑武皇正后), sau được gia thụy là Nhân Cung Đoan Tĩnh Trinh Thục Nhu Thuần Vũ Hoàng chính hậu (仁恭端靜貞淑柔純武皇正后), an táng ở Hương Trà, Triệu Phong, tên lăng là Xương Thụy lăng (昌瑞陵).

## Sách văn
Lễ bộ Thượng thư Phan Huy Ích nhận chỉ làm sách văn như sau:
Thượng ngôn, chí đức truy sùng, cổ đạo bỉnh tôn thân chi điển; đại danh quang thụ, di kinh thùy luận soạn chi văn. Cố khang nhân dật tụng vu sinh dân, nhi tề mị đằng phương vu thanh miếu. 
Khâm duy: Hoàng tỉ Nhân Cung Đoan Tĩnh Trinh Thục Vũ Hoàng chính hậu ngọc điện hạ, khôn nguyên xưng chí, hằng đức nghi trinh. Tạo chu tường 㝎 vu hà lương, hiệp ngũ bách tái hưng vương chi vận; lai vũ cần thi vu kinh thất, tuyên nhị thập niên trị nội chi du. Y tư cơ hóa vu túc ung, trất mộc tương gian vu kỳ 㝎. Chung thụy ứng nhi thiên thân tích khánh, khải địch tuy cửu miếu chi hưu; tuy âm hòa nhi đế ất 𨤲 tần, u nhàn nghiễm lục cung chi phạm. Ý thước vĩnh chương vu đồng quản, quang phương cửu bí vu toàn đình. Hỗn hoàng di lụy thọ kim đằng, hoàng khảo trọng huy du chi cảm; 茐 úc huyền đường phù ngọc xích, trùng linh tăng thu tử chi bi. Vĩnh ngôn di khí chi chỉ thừa, truy niệm từ văn chi yểu ải. Gian đại hoạch ngưng tuấn mệnh, duy tại thiên tương hữu chi thuần; sùng huy nguyện hiến hồng xưng, cái suất thổ hu kỳ chi khẩn. Nãi tuân mưu vu thiêm nghị, hàm tán thuật vu lễ nghi. Hoằng quang hậu tái vô cương, khánh lí trường miên vu qua điệt; động chúc hiếu tư bất quỹ, đức hinh khác đối vu hôn 𤌾. Phụng dương di thiết nhụ hoài, ân tiến tái kê 彜 điển. 
Cẩn thượng tôn hào viết Nhân Cung Đoan Tĩnh Trinh Thục Nhu Thuần Vũ Hoàng chính hậu. Phục vọng hiển lâm quang đại, giới tấn chính trung, tiên du yểu miểu ngũ vân đoan; tưởng ý mỹ phô, thư chi mạc khánh, thánh thụy chiêu minh thiên tái hạ. Nguyện thanh linh hưởng bảo vu vô cùng, tiểu tử bất thắng ngưỡng mộ phàn luyến chi chí, cẩn phụng sách tấu tiến dĩ văn."